# 覚樹院
覚樹院（かくじゅいん、元禄10年（1697年） - 安永6年11月28日（1777年12月27日））は、江戸幕府8代将軍・徳川吉宗の側室。俗名は久免（くめ）。

## 生涯
紀州藩士稲葉定清の娘として生まれる。吉宗の将軍就任後、紀州藩主時代からの側室であるお梅の方、お古牟の方が立て続けに亡くなると、和歌山城で吉宗の生母である浄円院の世話をしていた久免が側室として迎えられた。
吉宗が将軍となって後、享保6年（1721年）に芳姫（正雲院）を出産するが、翌享保7年（1722年）に夭折した。寛延4年（1751年）、吉宗の没後に出家し、覚樹院と号する。
安永6年（1777年）11月28日、81歳で死去する（82歳であったという説もある）。戒名は覚樹院曜譽光記智仙大禅定尼、後に教樹院曜譽光託智仙大禅定尼と改めた。墓所は小石川伝通院。

## 関連作品
- 八代将軍吉宗（1995年、NHK大河ドラマ、演：黒木瞳）
- 大奥 最終章（2019年、フジテレビ、演：木村文乃）[1]